# Budynki modułowe

## Budynki modułowe

Prefabrykacja budynku modułowego o konstrukcji stalowej

Montaż budynku modułowego

Budynki modułowe – powstają z gotowych, wcześniej przygotowanych prefabrykatów przestrzennych opartych na konstrukcji drewnianej, stalowej lub tymczasowych kontenerach budowlanych. Konstrukcja tego typu pozwala na szybkie połączenie ze sobą od kilku do nawet kilkuset pojedynczych modułów w jeden obiekt. Możliwość układania modułów na sobie, pozwala na tworzenie wielopiętrowych obiektów budowlanych. 
Od ponad 20 lat na świecie a od około 10 lat w Polsce odnotowuje się rozwój budownictwa modułowego o konstrukcji stalowej i drewnianej, które przestaje być już kojarzone z konstrukcjami kontenerowymi, tworzonymi jako obiekty tymczasowe. 
Budynki modułowe są wykorzystywane zazwyczaj w miejscach, gdzie dąży się do maksymalnego skrócenia czasu realizacji oraz zminimalizowania uciążliwości dla użytkownika. Budownictwo modułowe jest szczególnie popularne w krajach skandynawskich, Stanach Zjednoczonych oraz na zachodzie Europy. Duże znaczenie przy wyborze technologii ma wysoka jakość budowanych obiektów, niezależność od warunków atmosferycznych, wysoki stopień prefabrykacji, który pozwala na ograniczenie czasu potrzebnego na realizację na placu budowy. Ma to znaczenie np. dla budynków budowanych w centrach miast i obiektów, których funkcjonowanie nie może zostać przerwane.

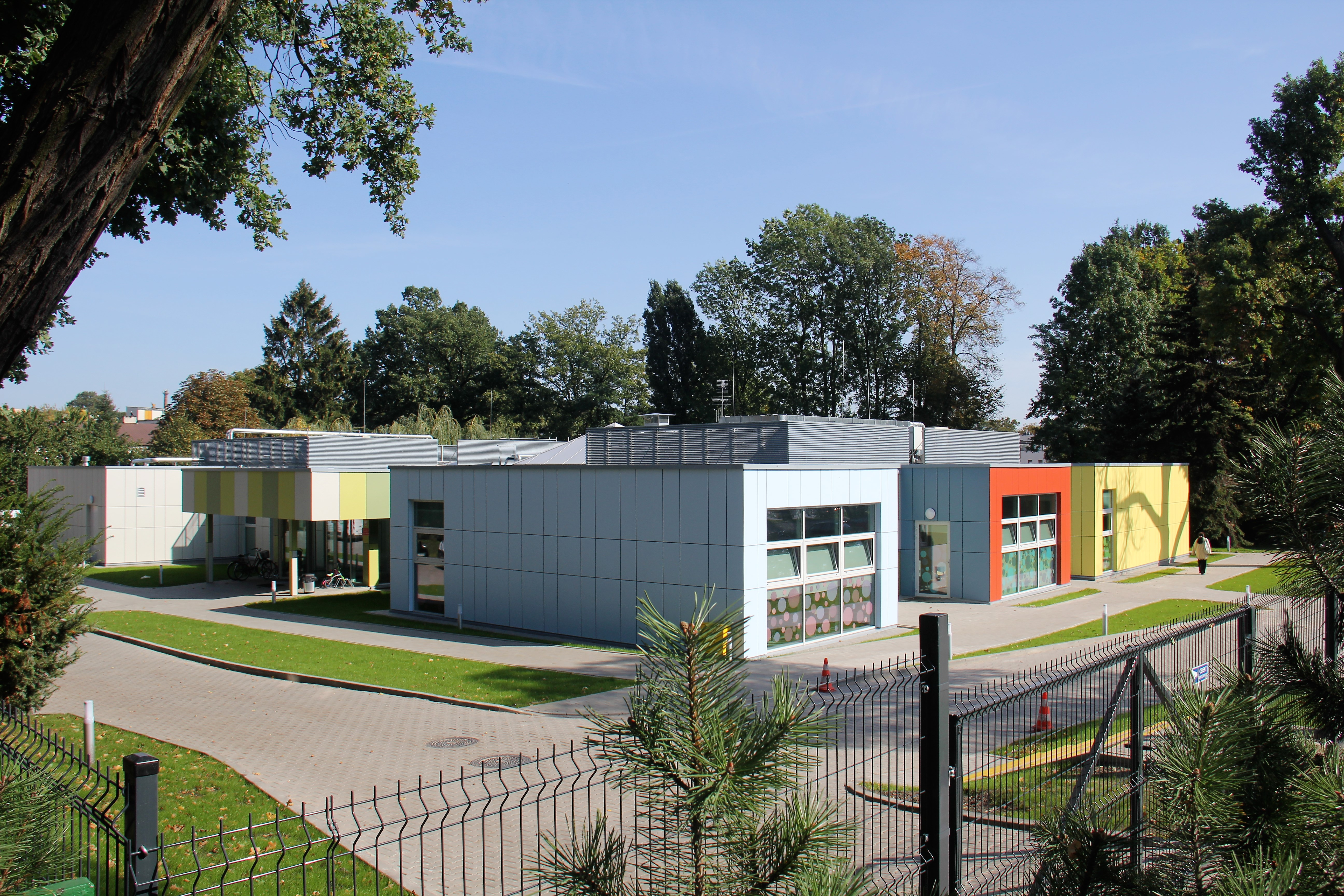
Przedszkole modułowe w Mińsku Mazowieckim

Rozwiązania te przez powtarzalność i możliwość zaplanowania budżetu najczęściej wykorzystuje przy budowie obiektów użyteczności publicznej takich jak szpitale, koszary wojskowe, obiekty dla policji, szkoły i przedszkola.
Budynki modułowe znajdują także zastosowanie dla obiektów komercyjnych jako pawilony handlowe, obiekty małej gastronomii, stacje paliw i tym podobne.

## Kontenery budowlane
Znaczna część konstrukcji modułowych powstaje z kontenerów budowlanych, najczęściej tego rodzaju obiekty są wykorzystywane na placach budowy oraz w innych przypadkach, gdy zachodzi potrzeba stworzenia tymczasowych lub zastępczych pomieszczeń. Przykładowo, mogą to być miejsca występowania katastrof i klęsk żywiołowych, kiedy budynki kontenerowe zostają użyte jako tymczasowe obiekty mieszkalne dla osób, które utraciły swoje domy lub mieszkania.

## Budownictwo modułowe o konstrukcji drewnianej
Technologia wznoszenia budynków z prefabrykowanych modułów o nośnej konstrukcji wykonanej z drewna, najczęściej klejonego warstwowo (np. BSH, CLT). Każdy moduł stanowi przestrzenną jednostkę budowlaną, która powstaje w warunkach fabrycznych i jest następnie transportowana oraz montowana na placu budowy. Budownictwo modułowe z drewna znajduje zastosowanie m.in. w budowie domów jednorodzinnych, przedszkoli, szkół czy domów opieki.

## Budownictwo modułowe o konstrukcji stalowej
Technologia wznoszenia budynków z prefabrykowanych modułów przestrzennych, których głównym elementem nośnym jest stalowa rama, wykonana najczęściej z profili zimno- lub gorącowalcowanych. Moduły są wytwarzane w warunkach kontrolowanych, z dużym stopniem prefabrykacji, a następnie transportowane na plac budowy i łączone w całość. Rozwiązanie to znajduje zastosowanie w budowie obiektów szpitalnych, wojskowych, edukacyjnych, ale również mieszkalnych czy obiektów użyteczności publicznej.